# حصار أرسوف الأول
وقع أول حصار لأرسوف على يد الصليبيين، في الحملة الصليبية الأولى، وفترة توسع المسيحية الكاثوليكية، تحصَّن المسلمون في المدينة، والتي كانت تتبع للفاطميين آنذاك. قاد الحصار جودفري بعد أن فشلت المدينة في دفع الجزية المتفق عليها مسبقًا للصليبيين. فشلت محاولة الاستيلاء على المدينة عام 1099 بسبب نقص السفن.

## خلفية
أرسوف هي مدينة قديمة في المنطقة الجبلية جنوب فلسطين (تُسمى المنطقة في الكتاب المقدس منطقة يهودا) يعود تاريخها إلى أواخر العصر الروماني، وتقع على جرف فوق البحر الأبيض المتوسط، على بعد حوالي 21 ميلًا جنوب قيسارية، (تقع اليوم في دولة فلسطين). فتح المسلمون المدينة عام 640 وتم تحصينها لحمايتها من هجمات الجيوش البيزنطية. بعد الحملة الصليبية الأولى، توصل جودفري إلى اتفاق مع مواطني أرسوف بعد أن عُرف أنه ينوي البقاء في القدس والتصالح مع ريمون تولوز. تضمنت المعاهدة تبادل الرهائن التي شملت فارس جيفري المسمى جيرارد أفيسنيس.

## الحصار
ذكر تقرير ألبرت آخن أن جودفري أمضى ستة أسابيع في بناء منجنيق، والذي كان سيُستخدَم لدعم حصار البرجين. ومع ذلك، انخفض عدد رجال جودفري بشدة بعد أن عاد معظم الصليبيين إلى ديارهم عبر لاوديكيا.
في أثناء الحصار، قام الصليبيون بقصف الجدران بالمقاليع واستهداف المنازل، وكان الفاطميون لا يملكون قوة دفاعية، فقاموا بتعليق جيرارد من سارية السفينة القديمة التي كانت ترقد في المدينة. رفعوا جيرارد مربوطًا ليكون على مرأى من الصليبيين المهاجمين. توسل جيرارد إلى جودفري - من خوفه بأن تُصيبه إحدى القذائف - أن يُشفِقَ عليه. أجابه جودفري بأنه بالرغم من أن جيرارد أحد أشجع الفرسان، إلا أنه لا يستطيع إلغاء الهجوم. أكمل جودفري قائلًا بأنه من الأفضل أن يكون جيرارد هو الضحية الوحيد بدل أن تُمثِّل أرسوف خطرًا مُستقبليًّا على الحجاج المسيحيين. ثم طلب جيرارد أن يتم التبرع بممتلكاته إلى كنيسة القيامة، التي استولى جودفري عليها بدلًا من ملك مملكة بيت المقدس الصليبي. واصل الصليبيون هجومهم. أُصِيب جيرارد عدة مرات بالقذائف الصليبية، إلا أنه تمكن من البقاء على قيد الحياة والعودة إلى القدس.
بعد فترة من القصف، عرض والي المدينة الفاطمي الاستسلام لريمون تولوز في مقابل أن يُعطى السكان المسلمون والمسيحيون الأرثوذكسيون الأمان للخروج، لكن جودفري رفض. حتى أن ريموند شجع الحامية في أرسوف على الصمود ضد جودفري، مروجًا لضعفه المتصور. من ضمن جيوش جودفري، مات فرانك الماتشميلي الأول، أحد أقارب جودفري في المعركة.

## الحصار الثاني لأرسوف
بدأ بالدوين الحصار الثاني، واستولى أخيرًا على المدينة في 29 نيسان 1101، بعد حصار بري وبحري دون ضحايا لاتينيين. استسلم السكان المسلمون بعد ثلاثة أيام. سمح بالدوين للسكان بالانسحاب إلى عسقلان، وأعطاهم الأمان بالخروج، وحمل أي بضائع يمكنهم حملها، وأعادت قواته بناء المدينة.

## تغير السلطة الصليبية 1187، 1191
في عام 1187، استطاع المسلمون استعادة أرسوف، لكنها سقطت مرة أخرى في يد الصليبيين في 7 أيلول 1191 بعد معركة أرسوف، التي حارب فيها ريتشارد قلب الأسد وصلاح الدين.